# Hyangchal
Lo hyangchal (향찰?, 鄕札?, hyangch'alMR; lett. "lettere vernacolari", "lettere locali" o "suono corrispondente") è un sistema di scrittura coreano arcaico e veniva usato per trascrivere la lingua coreana in hanja. Nel sistema hyangchal, i caratteri cinesi venivano letti in coreano in base alla sillaba associata al carattere. È spesso classificato come un sottogruppo dell'idu.
La prima menzione di questo sistema si trova nella biografia del monaco Kyun Ye durante il periodo Goryeo. È il metodo usato dai coreani dell'epoca per scrivere i componimenti poetici chiamati hyangga. Venticinque di queste poesie sono giunti fino all'epoca moderna mostrando che la poesia vernacolare usava parole originali coreane e l'ordine coreano della frase: soggetto-oggetto-verbo. Ogni sillaba era trascritta con un solo grafema. Il sistema hyangchal copriva sostantivi, verbi, aggettivi, avverbi, particelle, suffissi e verbi ausiliari. Il suo uso continuò durante la dinastia Goryeo, dove veniva usato anche per trascrivere le poesie originali locali.